# マッダレーナ・ヴィスコンティ
マッダレーナ・ヴィスコンティ（Maddalena Visconti, 1366年頃 - 1404年8月24日）は、ミラノの僭主ベルナボ・ヴィスコンティの娘。10万グルデンもの巨額の持参金を付けられ、バイエルン公フリードリヒの2番目の妻に迎えられた。夫の死後、その兄弟や甥たちとともに、未成年の息子ハインリヒ16世が成人するまで所領の統治を代行した。

## 生涯
ベルナボ・ヴィスコンティと妻レジーナ・デッラ・スカラの間の15人の子供の1人として生まれた。長姉タデアはバイエルン公シュテファン3世に嫁ぎ、長兄マルコはシュテファン3世の弟フリードリヒ公の娘エリーザベトを妻に迎え、ヴィスコンティ家とヴィッテルスバッハ家の間にはすでに二重の縁組が成立していた。1381年9月2日、マッダレーナは義姉エリーザベト公女の父フリードリヒの後妻となった。持参金は姉タデアの時と同じ10万グルデンに揃えられた。公爵夫妻は5人の子女をもうけ、うち3人が成育した。
- エリーザベト（1383年 - 1442年） - ブランデンブルク選帝侯フリードリヒ1世と結婚
- マルガレータ（1384年）
- ハインリヒ16世（1386年 - 1450年）- バイエルン＝ランツフート公
- マグダレーナ（1388年 - 1410年） - ゲルツ伯ヨハン・マインハルト7世と結婚
- ヨハン（1390年）

夫フリードリヒはニーダーバイエルン地方の分領を治めていたが、1392年のバイエルン領土分割の取り決めに従い、バイエルン＝ランツフート分領公国を与えられた。翌1393年に夫が死去すると、わずか7歳の息子ハインリヒが分領を相続した。マッダレーナは、亡夫の2人の兄弟、シュテファン3世とヨハン2世が息子の後見人となって領国を代わりに差配するのを認めねばならなかった。2人の義兄弟はランツフートの支配権を巡って不仲となり、1394年末から1395年初めにかけての冬には両者の間で軍事的紛争が起こった。結局、ニーダーバイエルンの等族議会が反対したおかげで、バイエルン＝ランツフートの分割計画は実現せず、ハインリヒは2人の叔父たちに領地を奪われずに済んだ。
マッダレーナは1404年にブルクハウゼンで亡くなり、ライテンハスラッハ修道院に葬られた。